# Finián z Clonardu
Finián z Clonardu (též Finnian, Fionán nebo Fionnán; latinsky Finianus a Finanus; 470–549) byl jedním z prvních irských mnišských světců. Finián z Clonardu je (spolu s Endou z Aranu) považován za jednoho z otců irského mnišství. Založil opatství Clonard v dnešním hrabství Meath. Studovalo u něj dvanáct irských apoštolů. Je označován také za „vůdce svatých Irska".

## Mládí
Finián se narodil v království Leinster jako syn Findloga. Obecně se předpokládá, že se narodil poblíž dnešního města New Ross. Byl členem klanu Rudhraighe z rodu Ulaid. Finiána pokřtil Abban. V raném věku byl svěřen do péče trimuňského biskupa Fortcherna.
Podle některých pramenů Finián nějakou dobu studoval v klášterním centru Martina z Tours v Galii. Tours bylo proslulé svou přísností. Později odešel do Walesu a pokračoval ve studiu v klášteře Kadoka Moudrého v Llancarfanu v Glamorganu. Zůstal tam několik let na modlitbách a studiích. Finián pořídil opisy římských klasiků a Vulgaty svatého Jeronýma.
Po třicetiletém pobytu ve Walesu se podle Codexu Salmanticensis vrátil do své rodné země.

## Život
Finián přišel nejprve do Aghowle v hrabství Wicklow na úpatí Sliabh Condala, kde mu leinsterský král Oengus poskytl místo. Poté založil mnišskou komunitu na ostrově Skellig Michael u pobřeží Kerry, přestože v některých historických pramenech je toto zpochybňováno. Odtud odešel do Brigidina kláštera v Kildare. Kolem roku 520 byl konečně andělem přiveden do Cluain Eraird (dnes Clonard, hrabství Meath) na řece Boyne, o němž mu bylo řečeno, že bude místem jeho vzkříšení.
V Clonardu si Finián postavil malou celu, kostelík z hlíny a chvojí a začal žít studiem, umrtvováním a modlitbami. Pověst o jeho vzdělanosti a svatosti se brzy rozšířila a do jeho klášterního útočiště se ze všech stran sjížděli učenci všech věků. Finián založil klášter podle vzoru velšských klášterů, na základě tradic pouštních otců a podle studia Písma. Pravidla v Clonardu byla známá svou přísností a askezi. Finiánovi žáci, kteří se stali zakladateli klášterů, jsou popisováni jako ti, kteří opouštěli Clonard s knihou, kružítkem nebo nějakým jiným předmětem, což naznačuje, že v Clonardu bylo brzy zřízeno fungující skriptorium a řemeslné dílny.
Kniha Kajícný Finián předepisuje pokání s cílem napravit hříšné sklony a pěstovat opačné ctnosti. Dokument vykazuje širokou vzdělanost a čerpá z učení Jana Kassiána o překonávání osmi špatných sklonů - obžerství, smilstva, lakomství, hněvu, sklíčenosti, lenosti, marnivosti a pýchy.

### Pozdější život a smrt
V officiu svatého Finiána se uvádí, že ve škole vybudované na zelené louce v Clonardu se v jednu chvíli vyučovalo ne méně než 3000 žáků. Mistr vynikal ve výkladu Písma svatého a tjeho přednášky a kázání se těsily mimořádné popularitě. Finiánův dar učit a jeho naprostá oddanost asketickému ideálu inspirovaly celou generaci. Clonard přitahoval studenty z různých částí Evropy. Ciarán z Clonmacnoise a Columcille z Iony patří mezi ty, kteří se u něj vzdělávali. Oni a mnozí další si z Finiánova kláštera v Clonardu odnesli základ vědomostí a s velkým úspěchem je užívali v zahraničí.
Finián zemřel na mor v roce 549. Je pohřben v jeho vlastním kostele v Clonardu.
Hickey (1996) říká: „Vezmeme-li v úvahu jeho životní úspěchy, a nikoli pohádkový věk, který mu připisuje jeho životopisec (140 let), můžeme odhadnout jeho věk v době smrti snad na šedesát nebo pětašedesát let.“
Finiánova sestra Regnach byla abatyší v Kilreynaghu nedaleko dnešního města Banagher.

## Úcta

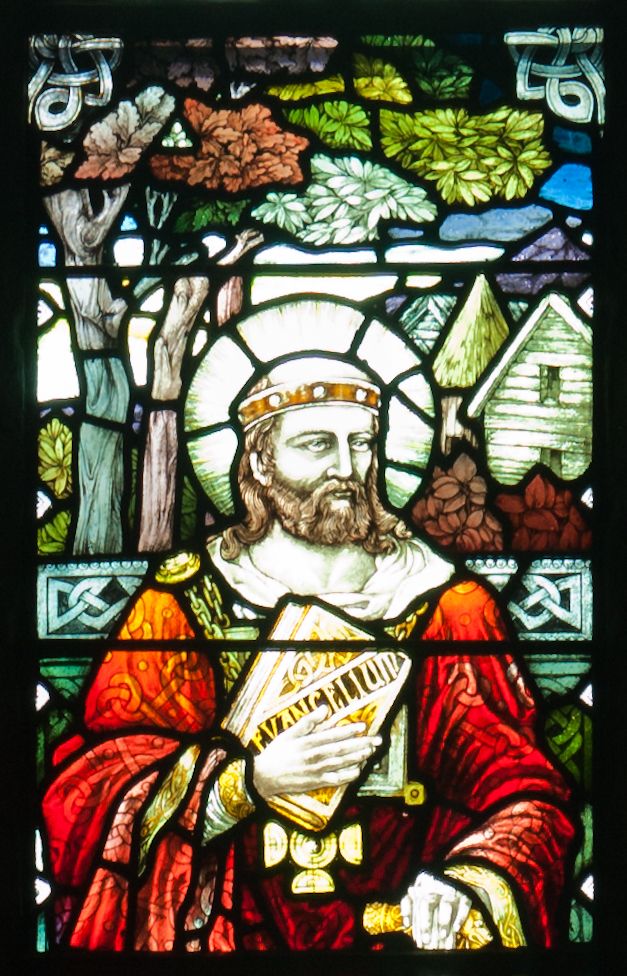
Sv. Finián – vitráž v katedrále v Kildare

Clonard se stal významnou školou, řada studentů pokračovala v zakládání dalších klášterů. Ještě několik století po jeho smrti byla škola proslulá jako sídlo biblické vzdělanosti, ale zejména v jedenáctém století trpěla pod náporem Dánů a dva Irové, O'Rorke z Breifney a Dermod McMurrough, pomohli dokončit dílo, které Seveřané započali. Ostatky samotného Finiána byly v Clonardu uloženy až do roku 887, poté byla svatyně zničena.
Se změnou sídla stolice Meath z Clonardu do Trimu na příkaz normanského biskupa z Rochfortu v roce 1206 navždy odešla sláva původního místa.
Svátek Finiána z Clonardu připadá na 12. prosince.

## Patronát
Finián je patronem diecéze Meath.